# Thalia (2002)
„Thalia“ се нарича деветият студиен албум на мексиканската певица Талия, който излиза на 21 май 2002 г. Повечето песни от него са написани и продуцирани от Естефано. Два от синглите заемат първото място в класацията „Hot Latin Tracks“ на Билборд („Tu y Yo“ и „No Me Ensenaste“), а „A Quien Le Importa?“ влиза в Топ 10 на същата класация. Албумът също така съдържа 3 английски композиции, една от които кавър на песента „Dead or Alive“ – „You Spin Me Round (Like a Record)“. Дискът се задържа 6 поредни седмици в класацията на Билборд за „Най-добър латино албум“ и достига 11-а позиция за „Топ 200 албуми“ на Билборд. Много скоро след издаването си, той достига платинен статус в САЩ. Силната балада „No Me Ensenaste“, написана от Естефано и Хулио Рейес се смята за най-големия хит на албума – множество номинации за награди и оглавени първи места в класации.
„Thalia“ е номиниран в една категория за латино Грами – „Най-добър женски албум“ и в 4 категории за наградите Билборд за латино музика – „Поп песен — жени“ („No Me Ensenaste“), „Тропически сингъл — жени“ („No Me Ensenaste“), „Награда на публиката“ и „Най-добър женски поп албум“. Талия печели в последните две категории.

## Песни
1. „Tu y Yo“
2. „Asi Es el Destino“
3. „En la Fiesta Mando Yo“
4. „No Me Ensenaste“
5. „Y Seguir“
6. „A Quien le Importa?“
7. „Vueltas en el Aire“
8. „Heridas en el Alma“
9. „La Loca“
10. „Dance Dance (The Mexican) 2002“ [на испански] (с участието на Марк Антъни)
11. „Dance Dance (The Mexican)“ [на английски] (с участието на Марк Антъни)
12. „Closer to You“
13. „You Spin Me 'Round (Like a Record)“

## Сингли
- „Tu y Yo“
- „No Me Ensenaste“
- „A Quien le Importa?“
- „Dance Dance (The Mexican)“